# The Emperor's New Groove
The Emperor's New Groove (conocida como Las locuras del emperador en Hispanoamérica y El emperador y sus locuras en España) es una película de animación tradicional del año 2000 producida por Walt Disney Feature Animation y lanzada por Walt Disney Pictures. La película animada fue dirigida por Mark Dindal, producida por Randy Fullmer, escrita por David Reynolds y protagonizada en su versión original por David Spade, John Goodman, Eartha Kitt, Patrick Warburton y Wendie Malick. La película está inspirada en la cultura inca y sigue a un arrogante y joven emperador inca llamado Kuzco que es transformado en una llama por su exconsejera, Yzma y su asistente Kronk. Para que el emperador vuelva a convertirse en humano, debe confiar en Pacha, el líder de una aldea, quien lo acompañará de vuelta al palacio.
El desarrollo de la película comenzó en 1994, cuando fue concebida como una epopeya musical titulada El Reino del Sol. Después de su debut como director con El rey león, Roger Allers reclutó al músico inglés Sting para componer canciones para la película. Debido a las decepcionantes recaudaciones de taquilla de Pocahontas y El jorobado de Notre Dame, Mark Dindal fue contratado como codirector para agregar un humor cómico. Debido a las malas evaluaciones de las pruebas, a las diferencias creativas con Dindal y a los retrasos de la producción, Allers abandonó el proyecto en el que la película pasó de su enfoque musical dramático a ser una comedia más desenfadada. Un documental sobre la realización de la película, titulado The Sweatbox, detalla los problemas de producción que la película soportó durante sus seis años de desarrollo.
El estreno oficial fue el 15 de diciembre de 2000 en Estados Unidos, el 22 de diciembre de 2000 en Latinoamérica y el 22 de junio de 2001 en España con críticas positivas. La película tuvo un desempeño decepcionante en la taquilla comparándola con la exitosa serie de películas de Disney lanzadas en la década de 1990, recaudando $169 millones de dólares con un presupuesto de $100 millones, aunque luego encontró un éxito considerablemente mayor en los medios hogareños, donde se convirtió en el lanzamiento más vendido de 2001. Fue nominada para un Premio de la Academia a la Mejor Canción Original por "My Funny Friend and Me" interpretada por Sting, pero perdió ante "Things Have Changed" de Bob Dylan, utilizada en la película Wonder Boys. Una secuela directamente a video de la película, titulada Kronk's New Groove, fue lanzada en 2005, y una serie animada de televisión titulada  The Emperor's New School fue transmitida en Disney Channel de 2006 a 2008.

## Argumento
La película se ve como una versión muy libre del cuento El traje nuevo del emperador inspirada fuertemente en elementos típicos del imperio incaico y del paisaje de los Andes del Perú así como de la selva.[cita requerida] Sin embargo, también entremezcla iconos de culturas peruanas costeñas, como los Chimú.
Kuzco es un joven emperador Inca arrogante y egocéntrico, que rutinariamente castiga a aquellos que le hacen "perder el estilo". Cuando él despide a su confabuladora consejera Yzma, ella, junto con su tonto secuaz Kronk, conspira para tomar el trono. Kuzco se encuentra con Pacha, un amable campesino y líder de la aldea, y le dice que planea demoler la casa familiar de Pacha para construir una lujosa casa de verano llamada "Kuzcotopia". Yzma y Kronk planean matar a Kuzco envenenándolo en la cena, pero accidentalmente le dan una poción que lo transforma en una llama. Después de dejar inconsciente a Kuzco y meterlo en un saco, Yzma le ordena a Kronk que se deshaga de él. Kronk tiene un golpe de conciencia y lo salva, pero desafortunadamente pierde el saco en una carreta perteneciente a Pacha.
Pacha regresa a casa, pero no le cuenta a su familia sobre la decisión de Kuzco. Cuando se despierta, Kuzco culpa a Pacha por su transformación y le ordena que lo devuelva a la capital. Pacha se ofrece a hacerlo solo si Kuzco cambia de opinión sobre Kuzcotopia. Al principio, Kuzco rechaza la oferta y se marcha solo, pero rápidamente se enfrenta con la vida salvaje del lugar y acepta, planeando en secreto romper con su palabra una vez que esté a salvo. Los dos sobreviven muchas pruebas en la jungla, y Pacha descubre que Kuzco tiene un lado bueno debajo de su elevado ego. Mientras tanto, Yzma ha tomado el trono, pero se entera de que Kronk no pudo matar a Kuzco. Los dos salen a buscarlo para poder eliminarlo de una vez por todas.
Ambas parejas llegan a un restaurante en la jungla al mismo tiempo. Pacha escucha el plan de Yzma, e intenta advertir a Kuzco cuando regrese, pero éste no le cree, sabiendo que es amado por su reino. Sin embargo, Kuzco pronto escucha más de las intrigas de Yzma y Kronk. Pensando que nadie en su reino lo extraña, deja el restaurante solo y planea vivir sus días como una llama. A la mañana siguiente Pacha se vuelve a encontrar con él y todavía está dispuesto a ayudar a Kuzco a volver a la normalidad. Acto seguido, Kuzco se arrepiente y se disculpa por su egoísmo y parten hacia la casa de Pacha para reabastecerse.
Cuando llegan, Yzma ya está allí. Pacha hace que su familia engañe a Yzma, dándole a él y a Kuzco una ventaja para volver a la capital. Encuentran el laboratorio secreto de Yzma y numerosas pociones de transformación, incluido el antídoto, pero Yzma y Kronk llegan poco después. Yzma ordena a Kronk matar a la pareja, pero él se niega, por lo que ésta ordena a sus guardias que los capturen. Pacha agarra un puñado de frascos y él y Kuzco huyen, probando los diversos frascos durante su huida hasta encontrar el correcto. Al estar acorralados en los límites de una estructura de pared gigante, descubren que tienen solo dos frascos. Durante un forcejeo, Yzma cae sobre uno de ellos y se transforma en una indefensa gatita. Kuzco recupera el otro frasco y lo bebe, restaurándolo a su forma humana.
Más tarde, Pacha se está preparando para regresar a su aldea, pero Kuzco acepta la sugerencia de Pacha de trasladar Kuzcotopía a una colina vecina, desocupada. Algún tiempo después, Kuzco se une a Pacha y su familia en su modesto complejo. En otros lugares, Kronk se ha convertido en un líder de boyscouts y entrena un nuevo grupo de exploradores, incluida la reacia Yzma, que sigue siendo una gatita.

## Reparto
- David Spade - Emperador Kuzco
- Eartha Kitt - Yzma
- John Goodman - Pacha
- Patrick Warburton - Kronk
- Wendie Malick - Chicha
- Kellyann Kelso - Chaca
- Eli Russell Linnetz - Tipo
- John Fielder - Rudy
- Bob Bergen - Bucky, la ardilla

## Doblaje

### España
En la versión para España se pueden escuchar en las voces de:
- Ángel Garó - El Emperador Kuzco
- Roser Cavallé - Yzma
- Pepe Mediavilla - Pacha
- David García Vázquez - Kronk
- María Jesús Nieto - Chicha
- Olivia Caneda - Chaca
- David Balas - Tipo
- Antonio Fernández Sánchez - Rudy
- Pedro Ruy-Blas - Cantante

### Hispanoamérica
En la versión doblada en Hispanoamérica para Hispanoamérica los personajes tienen las voces de:
- Jesús Barrero - Emperador Kuzco
- Mayra Rojas - Yzma
- Mario Sauret  - Pacha
- Rubén Cerda - Kronk
- Rebeca Patiño - Chicha
- Anais Portillo - Chaca
- Raúl Garduño - Tipo
- Esteban Siller - Rudy
- Oscar d' León - Cantante

Créditos técnicos: 
Estudio de doblaje: Doblaje Audio Traducción S.A. de C.V., México D.F.
- Director de doblaje: Ricardo Tejedo
- Doblaje al español producido por: Disney Character Voices International, Inc.

## Producción

### Kingdom of the Sun
La idea de Kingdom of the Sun (traducido como "Reino del Sol") fue concebida por Roger Allers y Matthew Jacobs, y el desarrollo del proyecto comenzó en 1994. Al presentar el proyecto al entonces CEO y presidente de Disney Michael Eisner, Allers recordó a Eisner diciendo que tiene todos los elementos de una película clásica de Disney y debido a su éxito como director en El rey león ese mismo año, Eisner permitió a Allers todas las libertades tanto para elegir el reparto como para escribir la historia. En enero de 1995, Variety informó que Allers estaba trabajando en una historia original con temas incas.
En 1996, el equipo de producción viajó a Machu Picchu, en Perú, para estudiar los artefactos incas, su arquitectura y el paisaje en el que se creó este imperio.
Kingdom of the Sun iba a ser una historia de un codicioso y egoísta emperador (interpretado por David Spade) que encuentra un campesino (interpretado por Owen Wilson) que es muy parecido a él; el emperador intercambia lugares con el campesino para escapar de su aburrida vida y divertirse, a la manera arquetípica de la novela del autor Mark Twain El príncipe y el mendigo. Sin embargo, la malvada bruja Yzma tiene planes de convocar a Supay (el dios malvado de la muerte) y destruir el sol para que pueda volverse joven y bella para siempre (el sol hace que su piel tenga arrugas, así que conjetura que vivir en un mundo de oscuridad evitaría que envejezca). Al descubrir el cambio entre el príncipe y el campesino, Yzma convierte al verdadero emperador en una llama y amenaza con revelar la identidad del mendigo a menos que le obedezca. Durante su tiempo como emperador y siguiendo las órdenes de Yzma, el mendigo se enamora de Nina (voz de Carla Gugino), la prometida del emperador, quien piensa que ha cambiado sus costumbres, dejando de ser arrogante y egocéntrico. Mientras tanto, la llama emperador aprende la humildad en su nueva forma e incluso llega a amar a una pastora de llamas de nombre Mata (interpretada por Laura Prepon). Juntos, la joven y la llama se disponen a deshacer los planes de la malvada bruja. El libro "Reel Views 2" dice que la película habría sido una "comedia dramática, romántica y musical en el estilo 'tradicional' de Disney".
Tras las decepcionantes actuaciones de taquilla de Pocahontas  y El jorobado de Notre Dame, los ejecutivos del estudio sintieron que el proyecto era cada vez más ambicioso y serio para el público después de las pruebas de detección, y que se necesitaba más comedia. A principios de 1997, el productor Randy Fullmer contactó a Mark Dindal, que acababa de terminar su trabajo en Los gatos no bailan, y le ofreció ser codirector de Kingdom of the Sun. Mientras tanto, Allers llamó personalmente a Sting, tras el éxito de Elton John con la banda sonora de El rey león, para componer varias canciones para la película. Él estuvo de acuerdo, pero con la condición de que su mujer y cineasta Trudie Styler pudiera "documentar el proceso de producción". Esta película, que finalmente se tituló The Sweatbox, fue hecha por Xingu Films (su propia compañía de producción). Junto con el colaborador David Hartley, Sting compuso ocho intrincadas canciones vinculadas con la trama original y los personajes.
En el verano de 1997, se anunció que Roger Allers y Mark Dindal serían los directores de la película y Randy Fullmer ocuparía el lugar de productor. David Spade y Eartha Kitt habían sido confirmados para dar voz al emperador (llamado Manco en ese momento) y a la villana, respectivamente, mientras que Carla Gugino estaba en conversaciones para el papel de Nina. Harvey Fierstein también fue elegido como Hucua, el secuaz de Yzma.
En el verano de 1998, era aparente que Kingdom of the Sun no estaba lo suficientemente avanzada en su producción como para ser lanzada en el verano de 2000, como estaba previsto. En ese momento, se informó que uno de los ejecutivos de Disney entró a la oficina de Randy Fullmer y, colocando su pulgar e índice separados un cuarto de pulgada (5 mm), declaró: "Su película está así de ser cancelada". Fullmer se acercó a Allers y le informó sobre la necesidad de terminar la película a tiempo para su lanzamiento en el verano de 2000, así como acuerdos promocionales cruciales con McDonald's, Coca-Cola y otras compañías que ya estaban establecidas y dependían del cumplimiento de esa fecha de lanzamiento. Allers reconoció que la producción se estaba quedando atrás, pero confiaba en que, con una extensión de entre seis meses y un año, podría completar la película. Cuando Fullmer negó la solicitud de Allers para una extensión, el director decidió abandonar el proyecto. El 23 de septiembre de 1998, el proyecto estaba muerto, con costos de producción de 25 a 30 millones de dólares y sólo el veinticinco por ciento de la película animada.

### Revisión de la producción y reescritura del guion
Molesto porque Allers abandonara el proyecto, Michael Eisner supuestamente le dio a Fullmer dos semanas para salvar la película o la producción se cerraría. Fullmer y Dindal suspendieron la producción durante seis meses para rediseñar el proyecto, convirtiéndola en la primera película animada de Disney en tener una revisión extensa desde Pinocho. Mientras tanto, siguiendo con la idea de Eric Goldberg para el segmento Rhapsody in Blue de Fantasia 2000, los animadores fueron reasignados a trabajar en el segmento. Mientras tanto, Chris Williams, quien fue un artista del guion gráfico durante El Reino del Sol, vino con la idea de hacer de Pacha un personaje más viejo en comparación con el adolescente que era en la historia original. Siguiendo con la nueva idea, el exescritor de comedias nocturnas David Reynolds declaró: "Lancé una comedia simple que básicamente es una película de amigos con dos tipos perseguidos al estilo de un dibujo animado de Chuck Jones, pero más rápido. Disney dijo, "Pruébalo". Una de las nuevas adiciones a la historia revisada fue Kronk, el personaje roba-escenas de la película, como compañero de Yzma. Mientras tanto, el nombre de Manco se cambió a Kuzco después del descubrimiento de Fullmer de que el término manko en argot japonés se traduce como vagina. Debido en parte al cierre de la producción, Sting comenzó a desarrollar conflictos de horario con sus tareas de escribir las canciones interfiriendo en el trabajo de su próximo álbum que planeaba grabar en Italia. "Escribo la música, y luego se supone que la animan, pero constantemente se están haciendo cambios. Está en constante cambio", admitió el cantante y compositor, aunque agregó: "Lo estoy disfrutando". Debido a la revisión del proyecto, la película animada por computadora Dinosaurio asumió la fecha de lanzamiento del verano de 2000 originalmente programada para El Reino del Sol.
Andreas Deja se negó a regresar a la película al observar que su versión más seria de Yzma era incompatible con el tono más cómico y alocado de la película, y se mudó a Orlando, Florida, para trabajar en Lilo & Stitch. El animador Dale Baer reemplazaría a Deja como el animador supervisor de Yzma. Fulmer informaría a Sting por teléfono que sus canciones, relacionadas con escenas específicas y personajes que habían desaparecido, tuvieron que ser retiradas. Molesto por la eliminación de sus canciones, el músico pop comentó que "al principio, estaba enojado y perturbado. Luego quería un poco de venganza". Finalmente, Disney aceptó permitir tres de las seis canciones eliminadas como pistas adicionales en el soundtrack de la película, como la canción de la villana Yzma titulada "Snuff Out the Light" ("Extingan la luz"), la canción de amor titulada "One Day She'll Love Me" ("Un día ella me amará") y un número de baile llamado "Walk the Llama Llama" ("Anda como llama"). Los elementos de la trama, como el romance entre el pastor de llamas Pacha y la prometida de Manco, Nina, el plan de los villanos que capturan el sol, las similitudes con las historias de "El Príncipe y el mendigo" y la mitología inca fueron descartadas. El personaje de Hucua también se eliminó de la historia, aunque haría una aparición especial como un candelabro durante la escena de la cena en la película final. Kuzco, que era un personaje de apoyo en la historia original, eventualmente se convirtió en el protagonista.
En el verano de 1999, los miembros del elenco Owen Wilson, Harvey Fierstein y Trudie Styler fueron eliminados de la película. Eartha Kitt y David Spade permanecieron en el elenco, con Dindal comentando: "[Y] luego John Goodman y Patrick Warburton (quien interpretó a Puddy, el novio de Elaine en la serie Seinfeld) llegaron a bordo. Después de que las canciones de Sting para El Reino del Sol salieran de la nueva historia, Sting se mantuvo en el proyecto, aunque el estudio le dijo que "Todo lo que queremos es una canción de inicio y una canción final". La canción "Perfect World" ("Mundo perfecto") fue abordada "para abrir la película con un número grande y divertido que estableció el poder de Kuzco y mostró cómo controlaba el mundo", según el presidente de Feature Animation Thomas Schumacher. Los cineastas le habían pedido a Sting que interpretara la canción para la película, aunque Sting se negó al decirles que era demasiado viejo para cantarla y que deberían encontrar a alguien más joven y a la moda. En su lugar, fueron con Tom Jones, quien era once años mayor que Sting.
En febrero de 2000, la nueva película fue anunciada como The Emperor's New Groove con su nueva historia centrada en un mimado emperador Inca - interpretado por David Spade - que a través de varios giros y caídas termina aprendiendo el significado de la verdadera felicidad de un campesino pobre, interpretado por John Goodman. La fecha de lanzamiento estaba prevista para diciembre de 2000. A pesar de la redacción del título, la película no guarda relación con el clásico cuento de hadas danés de Hans Christian Andersen "El traje nuevo del emperador" (aunque ambas historias involucran a un emperador engañado). Sin embargo, de acuerdo con Mark V. Moorhead de la Houston Press, la trama de la película guarda cierta semejanza con la de La metamorfosis de Lucio Apuleyo, en donde un hombre se convierte en un asno.
A Eisner le preocupaba que la nueva historia fuera demasiado parecida a la película de Disney de 1997 Hércules, que se había desempeñado decentemente pero por debajo de las expectativas en la taquilla estadounidense. Dindal y Fullmer le aseguraron que The Emperor's New Groove, como se llamaba ahora la cinta, tendría un reparto mucho más pequeño, lo que facilitaría la participación del público. Hacia el final de la producción, el final de la película originalmente hizo que Kuzco construyera su parque de diversiones Kuzcotopia en otra colina al destruir un bosque tropical cerca de la casa de Pacha, e invitó a Pacha y a su familia a visitarlo. Horrorizado por el final, Sting comentó que "les escribí una carta y les dije: 'Renuncio porque esto es exactamente lo contrario de lo que represento. He pasado 20 años tratando de defender los derechos de pueblos indígenas y tú simplemente estás marchando sobre ellos para construir un parque temático. No seré parte en esto'". El final fue reescrito para que Kuzco construya una choza similar a la de Pacha y pase sus vacaciones entre los aldeanos.

### Diseño y animación
Durante la producción de El Reino del Sol, Andreas Deja fue el animador supervisor inicial de Yzma, e incorporó poses de supermodelo publicadas en revistas con el fin de capturar la sensual y seductora personalidad de Yzma. Nik Ranieri fue originalmente programado como el animador supervisor del compañero rocoso de Yzma, Hucua. Durante el viaje de investigación a Perú en 1996, Ranieri reconoció que "estaba investigando para un personaje que parecía una roca, así que estuve atrapado dibujando rocas durante todo el viaje. Luego, cuando volvimos, lo apilaron en esta historia sobre los antiguos incas". Mark Pudleiner iba a ser el animador supervisor de la doncella propuesta de Kuzco, Nina. A principios de 1997, David Pruiksma se añadió a la producción para animar a la llama, Snowball. Según Pruiksma, Snowball era "un personaje tonto, vanidoso y egoísta, más como el rubio tonto del grupo de llamas. Realmente disfruté desarrollando el personaje y haciendo algunas animaciones de prueba tempranas sobre ella también. Antes de irme de la película (y que fuera finalmente archivado), creé hojas modelo no solo para Snowball, sino también para el resto de la manada de otras siete llamas y para Kuzco como llama". Cuando la película fue puesta en el cierre de la producción, Pruiksma fue transferido para trabajar en Atlantis: el imperio perdido que se desarrollaba al mismo tiempo y, en última instancia, los personajes llama se eliminaron de la trama.
Después de la revisión de la producción y los intentos del estudio de características animadas más rentables, Mark Dindal instó a "un enfoque más simple que enfatizara los personajes en lugar de abrumadores efectos especiales o técnicas cinematográficas". Debido a la partida posterior de Deja, el animador Dale Baer heredó el personaje de Yzma. Usando los gestos de Eartha Kitt durante las sesiones de grabación, Baer comentó que "ella tiene una voz natural para la animación y realmente se metió en el papel. Ella hacía gestos frenéticamente y era divertido solo mirarla. Ella venía a cada sesión casi seria y muy profesional y de repente se volvía loca y se echaba a reír". Más tarde se pidió a Ranieri que fuera el animador supervisor de Kuzco (como humano y llama), aunque admitiría estar reacio al principio hasta que descubriera que Kuzco "tenía un lado suyo, había mucho potencial de comedia y era un personaje que poseía arco de transformación". Pudleiner también fue reasignado para trabajar como animador de la versión humana de Kuzco. Además de inspirarse en David Spade durante las sesiones de grabación, el equipo de animación de Kuzco estudió llamas en el zoológico, visitó una granja de llamas, observó documentales sobre la naturaleza e incluso observó de cerca a los animales cuando visitaron el estudio. Para la versión reescrita de Pacha, el animador Bruce W. Smith observó que "Pacha es probablemente el más humano de todos los personajes", y agregó que "tiene más gestos humanos y rasgos realistas, que sirven como un contraste a la llama caricaturesca con la que se junta. Es el tipo terrenal que vuelve a poner todo en foco. Como es un tipo grande de aproximadamente un metro ochenta y pesa unas 250 libras (113 kilogramos), tuvimos que trabajar duro para darle una sensación de peso y credibilidad en sus movimientos".
La animación real comenzó en 1999, involucrando a 400 artistas y 300 técnicos y personal de producción. Fuera del estudio de Walt Disney Feature Animation en Burbank, California, animadores ubicados en los estudios de animación propiedad de The Walt Disney Company en Florida y Disney Animation Francia asistieron en la producción de "The Emperor's New Groove". Durante los últimos dieciocho meses de producción, un equipo de 120 artistas de limpieza sacaron un dibujo de animación del departamento de animación y colocaron una nueva hoja de papel sobre la imagen existente para dibujar una imagen más limpia y refinada. "Básicamente somos los diseñadores finales", dijo la supervisora de limpieza Vera Pacheco, cuyo equipo trabajó en más de 200.000 dibujos para la película.

## Lanzamiento
Después de que la fecha de lanzamiento hubiera sido cambiada para diciembre de 2000, se observaron similitudes entre la película y The Road to El Dorado de DreamWorks Animation. Marc Lument, un artista de desarrollo visual en El Dorado, afirmó: "Realmente fue una carrera, y Katzenberg quería la nuestra antes que la suya". Lument también agregó que "no sabíamos exactamente lo que estaban haciendo, pero teníamos la impresión de que sería muy similar. Quien saliera segundo tendría la impresión de que copiaron al otro". Fullmer y Dindal negaron las similitudes con el último al comentar: "Esta versión ['The Emperor's New Groove'] estaba aun en trabajo cuando salió la película", y agregó: "Desde el principio, cuando nuestra película llegó a ser muy cómica, todos nosotros sentimos que no se puede estar haciendo esta farsa sobre un grupo específico de personas a menos que nos burlemos de nosotros mismos. Esto no parecía ser una opción adecuada acerca de los incas o cualquier grupo de personas. Era más una fábula".
La campaña de marketing de The Emperor's New Groove fue relativamente restringida ya que Disney optó por promover fuertemente el lanzamiento de 102 Dalmatians, estrenada durante el Día de Acción de Gracias. Sin embargo, la película fue acompañada con seis juguetes de Kuzco, Kuzco como llama, Pacha, Yzma, Yzma como gato y Kronk, que venían con la Happy Meals (Cajita Feliz) en McDonald's en América del Norte. Los juguetes europeos, asiáticos y australianos de 2001 fueron diferentes del conjunto norteamericano. Animales de peluche también fueron hechos y vendidos en lugares como Disney Store.

### Medios caseros
El VHS y DVD estándar se lanzó el 1 de mayo de 2001, así como una "Edición coleccionista de 2 discos" que incluía características adicionales como el video musical de Sting de "My Funny Friend and Me", un video musical de Rascal Flatts de "Walk the Llama Llama" de la banda sonora, comentarios de audio con los realizadores, un juego de niveles múltiples con talento de voz de la película y una escena eliminada, entre otras características. A diferencia de su presentación teatral en taquilla, la película funcionó mejor en video doméstico, convirtiéndose en el lanzamiento de video casero más vendido de 2001. En septiembre del 2001, se informó que se habían vendido seis millones de unidades VHS por un valor de 89 millones de dólares en ingresos. En DVD, también se informó que vendió el doble de las ventas. Los ingresos totales promediaron los 125 millones de dólares, según Adams Media Research.
Disney relanzó una edición especial de un solo disco llamada "The New Groove Edition" el 18 de octubre de 2005. Disney remasterizó digitalmente y lanzó "The Emperor's New Groove" en Blu-ray el 11 de junio de 2013, incluido en un paquete combinado de dos películas con su secuela directa a video Kronk's New Groove. En su primer fin de semana, vendió 14.000 unidades de Blu-ray que recaudaron 282.000 dólares.

## Recepción

### Taquilla
En su fin de semana de estreno en Estados Unidos, The Emperor's New Groove se estrenó en el cuarto lugar recaudando alrededor de 10 millones de dólares, por detrás de competiciones fuertes como What Women Want, Dude, Where's My Car? y How the Grinch Stole Christmas. En general, la película recaudó 89.3 millones en la taquilla de Estados Unidos y 80 millones adicionales en todo el mundo, totales considerablemente más bajos que los de la mayoría de las producciones de Disney Feature Animation lanzadas en la década de 1990, y que se consideraron decepcionantes para la compañía.
Debido a su ambiente precolombino y su sabor latinoamericano, Disney gastó 250.000 dólares en su campaña de mercadotecnia hacia el mercado latino y lanzó dos copias teatrales en inglés y en español en dieciséis multicines en áreas latinas densamente pobladas en Los Ángeles, California, en contraste con la publicación de copias dobladas o subtituladas de sus animaciones anteriores en mercados extranjeros. En enero de 2001, luego de diecinueve días de su lanzamiento teatral general, las copias dobladas en español fueron retiradas de los multicines mientras los latinoamericanos optaban por ver las muestras en inglés con un promedio de 571.000 dólares, en comparación con los 96.000 de la primera versión.

### Respuesta de la crítica
En el sitio web especializado Rotten Tomatoes, The Emperor's New Groove tiene una calificación de aprobación del 85% sobre la base de 128 revisiones y un promedio de 7.1/10. El consenso crítico del sitio dice: "The Emperor's New Groove no es la película de dibujos animados más ambiciosa, pero su ritmo rápido, sus personajes frescos y sus grandes risas son un gran momento para toda la familia". En el sitio web Metacritic, la película tiene una puntuación de 70 sobre 100 basada en 28 críticas, lo que indica "críticas generalmente favorables". Muchos críticos y audiencias en general consideran que la película es una de las mejores películas de la era posterior al "Renacimiento de Disney" y también una de las más cómicas.
Escribiendo para Variety, Robert Koehler comentó que la película "puede no coincidir con el maravilloso negocio de muchos de las otras producciones del estudio, pero será recordada como la película que estableció una nueva actitud en los pasillos de la unidad de animación de Disney". Roger Ebert, escribiendo su reseña para el Chicago Sun-Times, premió a la película con 3 de 4 estrellas que distinguen a la película como "una caricatura ridícula, con la capacidad de atención del Pato Donald". Ebert agregaría más tarde que "no tiene el pulido técnico de una película como Tarzán, pero es un recordatorio de que el estilo clásico de dibujos animados es un estilo propio muy querido". En Entertainment Weekly, la crítica Lisa Schwarzbaum calificó la película con una B +, describiéndola como una cinta "moderna, divertida, en su mayoría no musical, decididamente no épica, que resulta ser menos un viaje del héroe que una reunión de mentes de una comedia de situación".
Publicado en The Austin Chronicle, Marc Savlov dio a la película 2 de 5 estrellas, señalando que la cinta "sufre de un caso persistente de retroceso narrativo que solo sirve para hacer que los miembros mayores de la audiencia anhelen los días de los enanos, las bellezas y las manzanas envenenadas de Disney, y los más jóvenes se retuerzan en sus asientos". Savlov continuó expresando su descontento en la animación en comparación con la película del año anterior Tarzán. El crítico de cine Bob Strauss reconoció que la película es "divertida, frenética y colorida para mantener a los pequeños alevines entretenidos por unos cortos 78 minutos", aunque con "un buen trabajo de voz, unos impresionantes gags de escala e interesantes elementos de diseño inspirados en los incas, hay muy poco aquí para que el resto de la familia se adhiera a él". Strauss apuntaría a la revisión masiva de la historia durante la producción como el principal problema.

### Premios y nominaciones
| Año       | Premio                                                | Categoría                                                                                      | Resultado |
| --------- | ----------------------------------------------------- | ---------------------------------------------------------------------------------------------- | --------- |
| 2002      | Premios Annie                                         | Mejor película de animación                                                                    | Nominada  |
| 2000 2001 | Premios Óscar Globo de Oro                            | Mejor canción original "My Funny Friend and Me" Mejor canción original"My Funny Friend and Me" | Nominada  |
|           | Artios                                                | Mejor casting para voz animada - Largometraje                                                  | Nominada  |
|           | Premios de la Crítica Cinematográfica                 | Mejor canción                                                                                  | Ganadora  |
|           | Premios de la Sociedad de Críticos de Cine de Phoenix | Mejor canción                                                                                  | Ganadora  |

- Premios Annie (2002)
  - Logro individual sobresaliente para animación de personajes
  - Logro individual sobresaliente para la actuación de voz de una artista femenina en una producción de características animadas
  - Logro individual sobresaliente por una canción en una producción animada.

## The Sweatbox
The Sweatbox es un documental que narra la colaboración tumultuosa de Sting y David Hartley con los estudios de Disney para componer seis canciones para El Reino del Sol (el título de trabajo de la película). El documental presentó entrevistas de los directores Roger Allers y Mark Dindal, el productor Randy Fullmer, Sting (cuya esposa creó el documental), artistas de historias de Disney y el elenco de voces, que se muestran consternados por la nueva dirección. No se creía que Disney se opusiera al documental de Trudie Styler, con el ejecutivo de animación de Disney Thomas Schumacher, quien había visto imágenes, comentando: "¡Creo que va a ser genial!".
La película se estrenó en el Festival Internacional de Cine de Toronto de 2002, pero desde entonces el público prácticamente no la ha visto. Disney posee los derechos, pero nunca la ha lanzado oficialmente. En marzo de 2012, una copia del documental se filtró en línea y fue cargada en YouTube por un dibujante del Reino Unido, antes de que finalmente fuera retirada. A partir de abril de 2015, algunas escenas del documental se pudieron ver en el lanzamiento del medio familiar de la película, incluido el detrás de escena y la realización de My Funny Friend and Me.

## Adaptaciones y secuela
En abril de 2005, se anunció que DisneyToon Studios estaba produciendo una secuela directamente para video de la película titulada Kronk's New Groove, la cual se lanzó el 13 de diciembre de 2005, cronometrada con el estreno de la serie de dibujos animados de Disney Channel sobre la que se basa la película, llamada The Emperor's New School. Patrick Warburton, Eartha Kitt y Wendie Malick repitieron sus papeles para la secuela y la serie, mientras que J. P. Manoux reemplazó a David Spade en la serie y Fred Tatasciore interpretó a Pacha en la primera temporada. John Goodman repitió posteriormente su papel para la segunda y última temporada de la serie.
Kuzco aparece como invitado en la serie de televisión animada House of Mouse, y en su película directa a video Mickey's Magical Christmas.
Dos videojuegos fueron desarrollados y lanzados al mismo tiempo que la película. El primero, para PlayStation, fue desarrollado por Argonaut Games y publicado por Sony Computer Entertainment of America. El segundo, para Nintendo Game Boy Color, fue desarrollado por Sandbox y publicado por Ubisoft. Ambos títulos fueron lanzados en territorios PAL el año siguiente. La versión de PlayStation fue relanzada para la red estadounidense PlayStation Network el 27 de julio de 2010.
La montaña rusa Raging Spirits de la atracción Tokyo DisneySea se inspiró visualmente en el tema de las ruinas incas de los edificios de la película, con una estructura basada en el palacio de Kuzco coronando de manera similar el sitio de las ruinas.